# Йейтс, Сидни Ричард
Сидни Ричард Йейтс (англ. Sidney Richard Yates) — американский политик-демократ, представлял штат Иллинойс в Палате представителей в течение 48 лет.

## Биография
После окончания учёбы в Чикагском университете Йейтс был призван на службу в ВМС (1944—1946).
В 1949—1963 и 1965—1999 заседал в Палате представителей, представляя 9-й избирательный округ Иллинойса
В середине 1950-х годов Сенатор от штата Мэн Фредерик Пейн выступил инициатором принятия в 1958 закона о запрете продажи ножей с выкидными лезвиями. В обсуждениях активно принимал участие и Йейтс, так как тоже являлся сторонником теории того, если прекратить продавать такие ножи, то преступность среди молодёжи упадёт. Закон не оправдал ожиданий, так как банды вместо ножей стали использовать огнестрельное оружие.
В 1962 баллотировался в Сенат, но проиграл республиканцу Эверетту Дирксену. Недолго работал в ООН. В 1964 году снова был избран в Палату представителей. Там же являлся членом Комитете по ассигнованиям.
Сидни Йейтс был в хороших отношениях с чикагскими либералами-реформаторами. Также он являлся сторонником поддержки Израиля США.
В 1993 президент Билл Клинтон наградил его гражданской Президентской медалью. В 1999 здание Аудиторс Билдинг Комплекс в Вашингтоне было переименовано в честь Йейтса — «Сидни Йейтс Билдинг».
Он является самым долгоживущим членом Палаты представителей США от штата Иллинойс. Он является 10-м по продолжительности членом Конгресса США за всю историю его существования, а также имеет самый длительный срок пребывания в Конгрессе среди всех членов, чье пребывание в Конгрессе включало перерыв в работе. 